# Die Kapuzinergruft

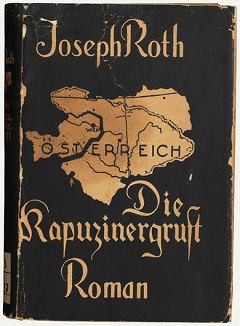
Erstausgabe

Die Kapuzinergruft ist ein Roman von Joseph Roth, der 1938 im Bilthovener Verlag „De Gemeenschap“ erschien. Das Schlusskapitel wurde am 23. April 1938 in der Exilzeitschrift Das Neue Tage-Buch unter dem Titel „Der schwarze Freitag“ vorab veröffentlicht. Die erste Ausgabe von 1938 wurde in einer Auflage von 3.000 Exemplaren gedruckt. Etwa die Hälfte dieser Auflage wurde im Mai 1940, vor der Besetzung der Niederlande durch deutsche Truppen, vergraben und nach dem Ende des Zweiten Weltkrieges weiterverkauft.
Franz Ferdinand Trotta erzählt – rückblickend – aus seinem Leben; zeichnet ein eigenes Bild vom Untergang seiner geliebten Donaumonarchie bis zum Ende Österreichs als selbstständiger Staat im Jahr 1938 („Anschluss“ an das nationalsozialistische Deutschland).

## Inhalt

### Zeit und Ort
Der Roman handelt vom April 1913 bis zum 12. März 1938 in Wien, Galizien und Sibirien.

### Hauptfigur
Die fiktive Hauptfigur Franz Ferdinand Trotta, 1891 geboren, stammt aus „Sipolje in Slowenien“. Der Bruder seines Großvaters war Leutnant Joseph Trotta, „der dem Kaiser Franz Joseph in der Schlacht bei Solferino das Leben“ rettete und dafür geadelt wurde. Diese fiktive Figur kommt bereits in Josephs Roth Roman Radetzkymarsch vor. Obwohl Franz Ferdinand Trotta in Wiener adeligen Kreisen verkehrt und vom Caféhausbesitzer mit „Herr Baron“ angeredet wird, ist er bürgerlich. Denn er spricht vom „geadelten Zweig“ seines „Geschlechts“, wenn er ihn gegen den eigenen bürgerlichen herausstellen möchte. Sein Vater war Chemiker, rebellierte gegen Kaiser Franz Joseph, lebte längere Zeit in den USA, besaß nach seiner Rückkehr zwei Zeitungen in Agram und strebte ein „slawisches Königreich unter habsburgischer Herrschaft“ an (siehe Trialismus).

### Handlung

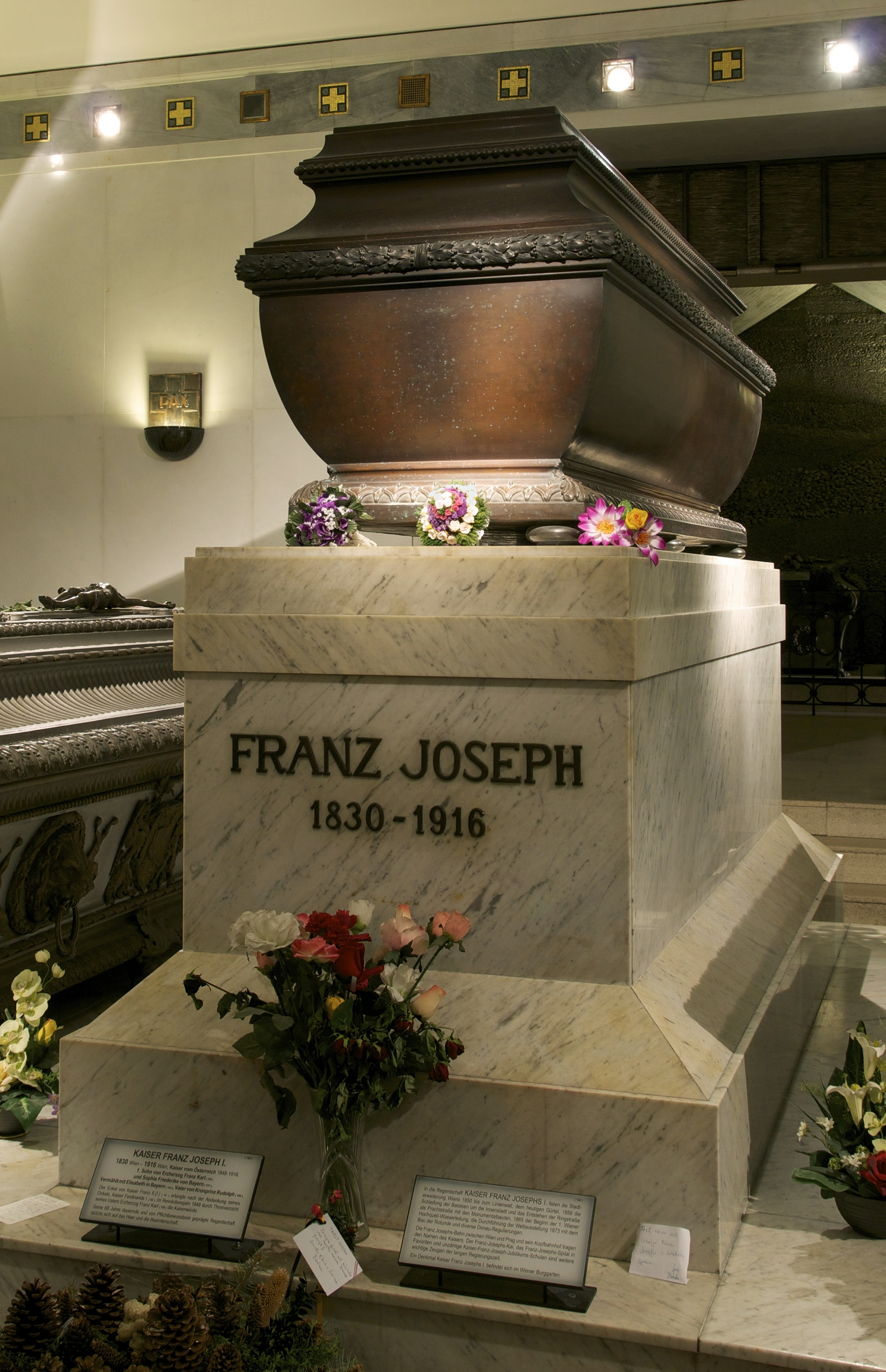
Sarkophag von Kaiser Franz Joseph I. in der Kapuzinergruft.

Im April 1913 wird Franz Ferdinand Trotta, der als reicher junger Mann in Wien lebt, von seinem Vetter Joseph Branco, Bauer und saisonaler Maronibrater aus Sipolje, besucht. Branco, der mit Trotta Slowenisch spricht, hat einen Regimentskameraden zum Freund, den jüdischen Kutscher Manes Reisiger aus Zlotogrod in Galizien. Der Kutscher taucht wenig später aus dem „fernen Osten“ des Reiches auf und bittet Trotta, dem einzigen Sohn „Ephraim einen Freiplatz im“ Wiener „Konservatorium“ zu verschaffen. Trotta sucht einen seiner vielen Freunde in der „frohlebigen“ Wiener Vorkriegsgesellschaft, den Grafen Chojnicki, auf. Der Graf, ein „Galizianer“, verschafft dem Jungen unbesehen die Stelle.
Im Sommer 1914 reist Trotta auf Einladung des Kutschers nach Zlotogrod. Reisiger und Trotta werden Freunde. Da bricht der Krieg aus. Fähnrich Trotta eilt nach Wien und lässt sich von seinem Wiener Heimatregiment in ein Regiment nach Ostgalizien versetzen, in dem seine beiden Freunde Branco und Reisiger dienen. Trottas Wiener Regimentskameraden sind über die „Transferierung“ des „Kriegsspielverderbers“ enttäuscht. Trotta kann auf diese Wiener „Walzertänzer“ keine Rücksicht nehmen und reist, zum Leutnant befördert, ostwärts ins galizische Kampfgebiet. Zuvor heiratet der frischgebackene Leutnant noch Hals über Kopf seine Freundin Elisabeth Kovacs, Tochter eines Wiener Hutmachers und Kriegsgewinnlers in spe. Ganze sechzehn Stunden hat das Paar Zeit für den Vollzug seiner Ehe. Aus der „Brautnacht“ wird wegen des plötzlichen Tod des langjährigen Dieners der Familie nichts. Elisabeth flüchtet. Trotta zieht als „Einzelreisender“ ins Feld. Seine Freunde Branco und Reisiger trifft er gesund und munter an. Die erste Schlacht der Drei bei „Krasne-Busk“ endet ruhmlos. Gefangen genommen, werden sie nach Wiatka an die Lena gebracht. Die Kriegsgefangenen flüchten und finden Unterschlupf bei dem „sibirischen Polen Jan Baranovitsch“. In Sibirien zerbricht die Freundschaft. Alle drei Freunde können sich nach Hause durchschlagen. Trotta kehrt Ende 1918 allein heim. Seine Familie hat außer dem Wohnhaus das ganze Vermögen im Krieg verloren. Der tote Kaiser liegt in der Kapuzinergruft. Elisabeth Trotta arbeitet als „Kunstgewerblerin“; sie ist eine „Verkehrte“ geworden, d. h. sie lebt in einer gleichgeschlechtlichen Beziehung mit einer Frau, Jolanth Szatmary. Trotta gelingt es, seine Ehefrau wiederzugewinnen. Die Brautnacht wird nachgeholt. In der hektischen Zwischenkriegszeit bekommt Elisabeth ein Kind. Trotta wird häuslich. Er liebt seinen Sohn. Elisabeth verlässt Mann und Kind, um eine Karriere als Filmschauspielerin einzuschlagen.
In der „Nacht der Revolution“ knallen „Schüsse“ durch Wien. „Die Regierung schieße auf die Arbeiter“, munkelt man. „Dieser Dollfuß“ wolle „das Proletariat umbringen“. Der junge galizische Musiker Ephraim Reisiger, inzwischen „Rebell“ geworden und umgekommen, wird von seinem Vater, dem Kutscher Manes Reisiger, in Wien zu Grabe getragen. Auch Graf Chojnicki und Trottas andere Wiener Freunde müssen die „Untergangssuppe“ auslöffeln. „Mit leichtfertigen Kaffeehauswitzen haben sie den Staat zerstört“. Trotta wäre lieber gefallen. Er sieht sich „als einen zu Unrecht Lebenden an“. Die Jahre gehen dahin. Trotta schickt den Sohn zur Erziehung nach Paris.
Das „Dritte Reich“ lässt grüßen: Trotta sitzt mit seinen aristokratischen Freunden im Café. Ein gestiefelter und gespornter junger Mann erscheint auf der Schwelle und redet die Gäste mit „Volksgenossen!“ an; spricht von der „neuen deutschen Volksregierung“. Jüdische Geschäftsleute verlassen Wien. Trotta weiß nicht, wohin er nun soll. Er will „in die Kapuzinergruft, wo seine Kaiser liegen“, doch die Gruft ist und bleibt verschlossen. Die Habsburg-Legitimisten müssen ihre Hoffnungen begraben. Die Romanhandlung endet am Morgen des 12. März 1938: Hakenkreuzfahnen wurden gehisst, die Nazis übernehmen das Land.

## Selbstzeugnis
Roth konstatiert im Entwurf eines Prospekt-Textes, den er am 5. August 1938 an seinen Verlag übersendet, der Roman sei eine Fortsetzung des Radetzkymarsch und thematisiere „die Verschlingung Oesterreichs durch Preußen“. Und er bezeichnet die Kapuzinergruft in diesem Text als den „aktuellsten Roman dieser Zeit“.

## Form
Nach Doppler ist Die Kapuzinergruft „Zeitroman, in dem das Geschehen bis in die Gegenwart (März 1938; Anm. d. V.) herangeführt wird“. Formal handelt es sich um einen in der Ich-Form erzählten Lebensbericht eines Mitglieds der Romanfamilie Trotta. Der Ich-Erzähler nennt Ursachen, die nach Ansicht Joseph Roths zum Niedergang des Reiches führten. Das Ausmalen der Kriegsgräuel unterbleibt. Das Nachkriegselend in Wien wird weitgehend humorig umschrieben.

## Zitate
- „Österreich ist kein Staat, keine Heimat, keine Nation. Es ist eine Religion.“ (Graf Chojnicki, in der „Kapuzinergruft“)
- „Das Wesen Österreichs ist nicht Zentrum, sondern Peripherie.“[32]
- „Meine polnischen Juden allein berührt weder ein Schimpf noch eine Gunst. In ihrer Art sind sie Aristokraten. Das Kennzeichen des Aristokraten ist vor allem anderen der Gleichmut; und nirgends habe ich einen größeren Gleichmut gesehen, als bei einem polnischen Juden!“ (Graf Chojnicki, in der „Kapuzinergruft“)[11]

## Rezeption
- Hans Natonek schreibt 1938 in der Neuen Weltbühne: „Es ist ein Roman ohne Ausweg, es sei denn in eine Gruft. Nach einem solchen Buch schreibt man schwerlich noch eines.“[33]
- Zum Romantitel bemerkt Doppler, die Kapuzinergruft sei „der Raum, wo die Symbole der alten Welt vermodern“.[34]
- Mit dem Roman lässt der Autor sein großes Thema Österreich „tief pessimistisch“ ausklingen.[35]
- Ulrike Steierwald sah Trotta in einer „Identitätskrise“. Sie weist außerdem auf die eigenartige Fotografie des Krieges durch den Autor hin. In ihren Betrachtungen geht sie auch auf die Machtübernahme der Nazis in Österreich ein.[36]
- Wenn sich Trotta einen Feind dieser Zeit nennt, so sieht das Müller-Funk „als einen Reflex auf den Triumph des Nationalsozialismus in Österreich“.[37] Laut ihm sei außerdem die „Todessehnsucht“ in Roths Romanen allgegenwärtig, so auch in der Kapuzinergruft.[38]

## Verfilmung
Der Roman wurde unter dem Titel „Trotta“ von Johannes Schaaf mit András Bálint, Doris Kunstmann und Rosemarie Fendel verfilmt, die Uraufführung erfolgte am 16. November 1971.

## Ausgaben
- Joseph Roth: Die Kapuzinergruft. Roman. De Gemeenschap, Bilthoven (Holland) 1938.[40]
- Joseph Roth: Romane 4. Die Kapuzinergruft. Köln 1999, ISBN 3-462-02379-9, S. 9–130.
- Fritz Hackert (Hrsg.): Joseph Roth. Werke. Band 6. Romane und Erzählungen 1936–1940. Frankfurt am Main 1991, ISBN 3-7632-2988-4 [Die Kapuzinergruft ebd. S. 225–346].
- Joseph Roth: Die Kapuzinergruft. Roman. Verlag Allert de Lange und Verlag Kiepenheuer & Witsch, Köln 1999, ISBN 3-462-01828-0.
- Werner Bellmann (Hrsg.): Joseph Roth: Die Kapuzinergruft. Nach dem Erstdruck 1938, mit Kommentar und Nachwort. Reclam, Stuttgart 2013, ISBN 978-3-15-018883-5.
- Textausgabe bei Projekt Gutenberg-DE.